# Cold December Night
Cold December Night è un singolo di Michael Bublé, pubblicato l'11 novembre 2011 come unico estratto dall'album natalizio Christmas.

## Descrizione
Si tratta dell'unico inedito del disco ed è stato scritto da Bublé stesso in collaborazione con il suo co-sceneggiatore di lunga data Alan Chang e dal produttore Bob Rock.
In Italia è diventato famoso anche grazie al concerto A Michael Bublé Christmas, trasmesso da Italia 1 pochi giorni prima del Natale: il singolo era stato adottato per lo spot televisivo del concerto.